# Fisher (Minnesota)
Fisher é uma cidade localizada no estado americano de Minnesota, no Condado de Polk.

## Demografia
Segundo o censo americano de 2000, a sua população era de 435 habitantes.
Em 2006, foi estimada uma população de 413, um decréscimo de 22 (-5.1%).

## Geografia
De acordo com o United States Census Bureau tem uma área de
1,0 km², dos quais 1,0 km² cobertos por terra e 0,0 km² cobertos por água. Fisher localiza-se a aproximadamente 261 m acima do nível do mar.

## Localidades na vizinhança
O diagrama seguinte representa as localidades num raio de 24 km ao redor de Fisher.